# KANJANI'S EIGHTERTAINMENT GR8EST in Taipei
- SUPER EIGHTのライブ一覧 > KANJANI'S EIGHTERTAINMENT GR8EST > KANJANI'S EIGHTERTAINMENT GR8EST in Taipei
- GR8EST > KANJANI'S EIGHTERTAINMENT GR8EST in Taipei

『KANJANI'S EIGHTERTAINMENT GR8EST in Taipei』（カンジャニズ エイターテインメント グレイテスト イン タイペイ）は、2018年9月22日・9月23日に台湾・台北市の台北アリーナで開催された、関ジャニ∞の海外ライブ公演。

## 概要
- 本公演は、2018年9月22日と23日の2日間に渡って台湾・台北市の台北アリーナで開催された、自身の2ndベストアルバム『GR8EST』を引っさげた自身初の海外公演である[2][9][10][11][12][13][14]。
  - ジャニーズ事務所所属のアーティストで台湾でのライブを行うは、2012年のHey! Say! JUMP以来、約6年振りとなる[12][13][14]。
- 本公演は、2日間で約2万2000人を動員した[5][7][11]。
  - 尚、観客の7割は現地のファンであり[11][12][14]、チケットは数分で完売したと言う[5][7]。
- 本公演では、日本でのライブツアー『KANJANI'S EIGHTERTAINMENT GR8EST』とは別に、本公演用にセットリストや構成を練り直し、同ツアーでも披露した人気曲に加え、新たにセットリスト加わった「象」や北京語バージョンでも披露された「無限大」等、全25曲を披露した[5][6][7][8]。
  - また、本公演の為に、日本と台湾のファンに対して「関ジャニ∞の好きな曲」のアンケートを実施し、上位に選ばれた「イッツ マイ ソウル」や「前向きスクリーム!」等の楽曲がメドレーで披露された[5][6][7]。
  - 同ツアーと同様に、渋谷すばるは本公演には参加せず[2][3][9]、安田章大も胸椎と腰椎の椎体骨折を考慮し、ダンス等の激しいパフォーマンスは控え、ギターとボーカルに専念する形で本公演に出演した[15][16][17]。
- 本公演の初日である9月22日は、自身の全国デビュー日であり、同日から「デビュー15周年イヤー」に突入した為、横山裕は「15周年イヤー突入のタイミングで、うれしく思っています。集大成を台湾のお客さんにぶつけていきます」と意気込みを語った[2][9][10]。
- 本公演では、メンバーが現地の言葉を交えた挨拶も行った[5][6][8][12][13]。
- 2018年4月27日、メンバーの錦戸亮が主演する映画『羊の木』の台湾の会見に出席し、本公演の開催が発表された[4][9][10]。
- 同年9月21日 - 10月21日、本公演の開催に伴い、ライブ会場のある台湾の台北市内にある微風南京にて、関ジャニ∞のCDや映像作品、本公演のグッズ等を販売する『KANJANI∞ STORE』が期間限定で展開された[18][5][7][19]。
  - 尚、本公演のグッズのみ、ライブ終了後の9月24日以降の販売となった[18]。
- 同年9月24日、本公演終了後に、同年11月18日に大阪・京セラドーム大阪で凱旋公演を行う事を発表した[12][13][20][21][22]。
- 2019年3月6日、自身の42ndシングル『crystal』に、本公演のダイジェスト映像とメイキング映像が収録された[23][24][25][26]。
  - 同作には、本公演の会場ビジョンで流れていた企画映像「イケメン自己紹介 in Taipei」の全バージョンも収録[26]。

## 公演日程
| 年     | 月  | 日   | 開演時間 | 会場                         |
| ------ | --- | ---- | -------- | ---------------------------- |
| 2018年 | 9月 | 22日 | 19:00    | 台北アリーナ（台湾・台北市） |
| 2018年 | 9月 | 23日 | 17:00    | 台北アリーナ（台湾・台北市） |

## セットリスト
※は、シングル『crystal』特典DVDに収録された楽曲。
1. へそ曲がり ※
2. ER2 ※
3. 無責任ヒーロー ※
4. なぐりガキBEAT ※
5. わたし鏡 ※ / 安田章大
6. torn ※ / 錦戸亮・大倉忠義
7. パンぱんだ ※ / 横山裕・丸山隆平
8. LOVE & KING ※ / TAKATSU-KING
9. I to U ※
10. オモイダマ ※
11. キング オブ 男!
12. T.W.L ※
13. イッツ マイ ソウル ※
14. 好きやねん、大阪。 ※
15. 罪と夏
16. がむしゃら行進曲
17. 前向きスクリーム!
18. NOROSHI ※
19. 象 ※
20. 言ったじゃないか
21. ズッコケ男道 ※
22. LIFE〜目の前の向こうへ〜
23. 大阪ロマネスク

＜アンコール＞
1. 無限大 ※
2. ここに